# Carlos Chambelland
Carlos Chambelland (Rio de Janeiro, 18 de Março de 1884 - Rio de Janeiro, 18 de Junho de 1950) foi um pintor, decorador e professor de pintura e desenho. Era irmão caçula do, também pintor, Rodolfo Chambelland. Carlos praticou diversos gêneros de pintura, sobretudo a figura, mas também o nu, a paisagem, a natureza-morta e flores. Seu desenho era forte e seguro.

## Biografia
De ascendência francesa, Chambelland era irmão caçula do pintor Rodolfo Chambelland. Junto ao irmão, frequentou como aluno livre a Escola Nacional de Belas Artes (Enba), no Rio de Janeiro, entre 1901 e 1907, onde teve como professores como João Zeferino da Costa, Henrique Bernardelli e Rodolfo Amoedo. Estudou gravura no Liceu de Artes e Ofícios do Rio de Janeiro. Exímio retratista e pintor de figuras, destacou-se na realização de cenas de gênero. Também foi responsável por alguns dos mais importantes trabalhos de pintura decorativa realizados durante a República Velha: integrou a equipe que decorou o pavilhão brasileiro na Feira Internacional de Turim em 1911 - trabalho hoje perdido - e realizou as pinturas para o Salão de Festas do Palácio Pedro Ernesto e para a cúpula da Sala da Assembléia, no Palácio Tiradentes. Essas duas últimas obras, ambas localizadas no centro do Rio de Janeiro, foram executadas nos anos 1920, em parceria com o seu irmão. Chambelland recebe uma menção honrosa de primeiro grau na Exposição Geral de Belas Artes de 1903 e a medalha de prata na edição de 1906.
Carlos Chambelland e Arthur Timótheo estudaram juntos e receberam reconhecimento como alunos na Escola Nacional de Belas Artes, e são notados pela crítica desde cedo. Timótheo e Chambelland tiveram experiências pessoais, acadêmicas e profissionais em comum, tanto no Brasil como no exterior. Carlos faz um retrato de Arthur que apresenta este como um dândi. Podemos também imaginar que o retrato fez parte do salon de pintura de Chambelland de dezembro de 1909, na Associação dos Empregados do Commercio, para o qual foi convidado o presidente da República. Ali o artista exibiria cerca de setenta telas, produzidas no período em que foi pensionista do Estado na Europa. Sabemos que o irmão de Carlos, Rodolfo, havia compartilhado com Arthur sua primeira experiência de formação como aprendiz nos cursos de gravura e desenho de moedas e selos na Casa da Moeda do Rio de Janeiro, sob o apadrinhamento do diretor da instituição Ennes de Souza. No relato de Carlos sobre sua formação artística, o artista aborda seus esforços para conciliar os estudos na Escola Nacional de Belas Artes com a necessidade de manter um trabalho que lhe provesse sustento e destaca a atenção especial que Henrique Bernardelli lhe dedicou, facilitando sua permanência na Escola por meio de uma flexibilização de horários. Nestes anos de formação, Chambelland e Timótheo da Costa são notados por Gonzaga Duque que os classifica como talentosas promessas da pintura. As opiniões deste que foi o crítico brasileiro de maior destaque no século XIX merecem destaque nesse apanhado sobre a recepção inicial das obras dos artistas pesquisados. Gonzaga classifica Chambelland como sendo talhado para ser um grande artista, e nomeia as habilidades que reconhece: talento e ousadia. 

### Na Europa

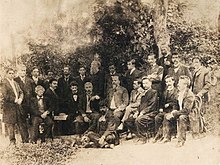
Imagem de pintores, na qual está Chambelland.

Em 1907, conquistou o prêmio de viagem ao exterior da 14ª Exposição Geral de Belas Artes, com a tela Final de Jogo, 1907 representando uma violenta briga de personagens populares em um bar. Muda-se para Paris, onde conhece a obra do pintor Pierre Puvis de Chavannes. Na cidade, teria frequentado, além de academias livres, o ateliê de pintor francês Eugene Carrière. Integrou a equipe que decorou o pavilhão brasileiro da Feira Internacional de Turim (trabalho hoje perdido), em 1911,  permanecendo na Itália até 1912, tendo participado de outros trabalhos decorativos, especialmente como auxiliar de seu irmão Rodolfo Chambelland.

### Retorno ao Brasil
De volta ao Brasil, em meados de 1910, passou uma temporada na região nordeste brasileiro, Pernambuco, onde permanece por três anos, incumbido da execução de alguns trabalhos de decoração, foi contratado para decorar o Colégio da Estância e a Igreja das Graças. Nesse período, estuda os aspectos e costumes locais, que servem de tema para a produção de várias pinturas. Este seu período no Nordeste foi fecundo para a sua capacidade criadora. Dedica-se ainda a estudar os aspectos e costumes locais, que servem de tema para a realização de uma série de pinturas como Volta do eito, Velho Bangüê, Tipo de Beleza do Sertão ou Descanso. O nordeste do país, segundo o próprio artista, despertado seu interesse por manter intacta a cultura tipicamente regional, diferenciando-se assim do cosmopolitismo que caracteriza as cidades do Rio de Janeiro e São Paulo.
Quando perguntado sobre as tendências da pintura no Brasil, Chambelland responde:
"Devem ser peculiares ao nosso povo, à nossa inclinação nativista, á nossa natureza. Para pintarmos á maneira da Europa, com a technica da Europa, as scenas da Europa, não vale a pena trabalhar. Na Europa, tudo está feito em obras primas."
O artista descreve as diferenças das paisagens europeias e brasileiras, que pedem nova technica, nova maneira, novos processos pincturaes capazes de trazer para a pintura brasileira os traços que reconhecia como típicos e diferenciadores da arte de países como a Holanda, a Itália ou a França. Para desenvolver essa nova perspectiva artística Chambelland acreditava que seria importante iniciar por estudar o povo buscando suas características regionais concebidos por ele como sendo originais e não maculados por influências estrangeiras.
Em Pernambuco, Carlos encontra o que interpreta como uma característica de pureza nas tradições e costumes, e descreve a sua estada de três anos, entre 1912 e 1915, como os melhores de sua vida. Chambelland falou sobre ser um artista brasileiro:
"A orientação do pintor brasileiro, que pense comigo, nesse ponto, tem de ser a procura do convívio com agente do Norte, onde senti – eu que sou carioca, aqui sempre vivi, e só sai duas vezes para a Europa – o verdadeiro espírito da nacionalidade, o orgulho de aqui ter nascido. Ou ainda sobre o Rio de Janeiro e a região sul do país que teriam sido muito trabalhados pela influência estrangeira: o cosmopolitismo absorveu-nos tanto, que hoje, somente no norte, se nos depara, em sua pureza inicial, o sentimento da pátria aferrado a tradição, aos costumes, à vibração da alma do povo." 
Em entrevista concedida ao jornalista Angyone Costa no final dos anos 1920, Carlos Chambelland revela a escolha da figura do homem do campo como alternativa ao índio como figura emblemática de representação da nação que relaciona essa perspectiva a heranças italianas e alemãs do final do século XIX. No quadro “Volta do Trabalho” vemos a celebração do trabalhador brasileiro de mangas arregaçadas após um dia de esforços. Há homens com suas enxadas e apetrechos, com os gestos indicativos dos costumes como o cigarro enrolado que pende das bocas, além do modo de carregar objetos sobre a cabeça ou os ombros.
Após a temporada no Estado de Pernambuco, Chambelland, julgando ali ter encontrado a própria essência da cultura brasileira, começou a produzir uma série de quadros que figuravam os tipos humanos do sertão nordestino, os seus modos de vida e o seu ambiente.
De volta ao Rio de Janeiro, montou um ateliê particular com o irmão Rodolfo e cursou gravura no Liceu de Artes e Ofícios do Rio de Janeiro. Em 1922  é incumbido pelo governo brasileiro da decoração do Pavilhão do Brasil na Exposição Internacional de Turim, na Itália, com o irmão, João Timótheo da Costa e Arthur Timótheo da Costa, entre outros. Realizou pinturas para o Salão de Festas do Palácio Pedro Ernesto e para a cúpula da Sala da Assembléia do Palácio Tiradentes. Essas duas últimas obras foram executadas nos anos 1920, em parceria com o seu irmão Rodolfo. Carlos Chambelland teve também uma significativa atuação com ilustrador em diversos periódicos cariocas dos anos 1920 e 1930, destacando-se nesse sentido os seus frequentes trabalhos para a revista O Cruzeiro.
Durante sua vida, recebeu importantes premiações: em 1923, conquistou a grande medalha de ouro na Exposição Geral de Belas Artes; em 1947, o primeiro Prêmio Governador do Estado de São Paulo do Salão Paulista de Belas Artes. Na década de 1930, ilustra o livro do escritor e historiador Luiz Edmundo, O Rio de Janeiro no Tempo dos Vice-Reis. Entre os anos de 1946 e 1950, foi professor na Escola Nacional de Belas Artes, no Rio de Janeiro. Em 1950 foi homenageado com uma exposição póstuma, retrospectiva de sua obra, no Museu Nacional de Belas Artes, Rio de Janeiro.
Chambelland é considerado um hábil retratista, em cujas obras ressalta-se a vivacidade e expressividade dada às figuras. O artista realizou ainda diversos auto-retratos e dedica-se também à pintura do nu feminino, que se destaca pelo tratamento sensual e pelo uso da luminosidade, de maneira a acentuar as formas, como em Nu (1927) e Repouso do Modelo.

## Obras

### Contexto
Nas pinturas de Chambelland, o sertanejo expressa à sua maneira de ser no mundo na sua própria atitude de preservação: a indiferença ou reserva do homem do sertão com relação aquele que de fora o observa nada mais séria, no nosso entender, do que a corporificação da sua natureza imune às seduções do mundo urbano. “O Rio e o sul do país estão muito trabalhados pela influência estrangeira”, teria afirmado Carlos Chambelland: “o cosmopolitismo absorveu-nos tanto, que hoje, somente no Norte, se nos depara, em sua pureza inicial, o sentimento da pátria aferrado a tradição, aos costumes, à vibração da alma do povo”.

### Principais trabalhos

#### Volta do Trabalho
No quadro “Volta do Trabalho” vemos a celebração do trabalhador brasileiro de mangas arregaçadas após um dia de esforços. Há homens com suas enxadas e apetrechos, com os gestos indicativos dos costumes como o cigarro enrolado que pende das bocas, além do modo de carregar objetos sobre a cabeça ou os ombros. O pintor capturou com sutileza justamente a natureza reservada e conservadora do sertanejo - aquilo que lhe permitiu reter o que, nas primeiras décadas da República, foi julgado por muitos como o que de mais autêntico restava da cultura brasileira.

#### Beijo da Guanabara
A pintura Beijo da Guanabara, pintada em 1926, foi exibida no mesmo ano no 33º Salão Oficial de Belas Artes, da Escola Nacional de Belas Artes, no Rio de Janeiro. A obra desafia a imaginação à medida que faz uma citação explícita do beijo de Eros, o deus do Amor, em Psiquê (em grego, a alma), uma das três filhas de um rei da Grécia. A imagem do Beijo da Guanabara retrata e personifica a união entre o “amor” e a “alma”.

#### Final de jogo
A obra Final de jogo, pintada em 1907, representa uma violenta briga de personagens populares em um bar. A tela foi responsável pelo premio da 14ª Exposição Geral de Belas Artes.  A obra antecipa a orientação naturalista de sua produção, mesmo que depois a violência não se faça mais evidente. Nesta obra estão anunciadas questões que acompanham Chambelland por sua carreira.

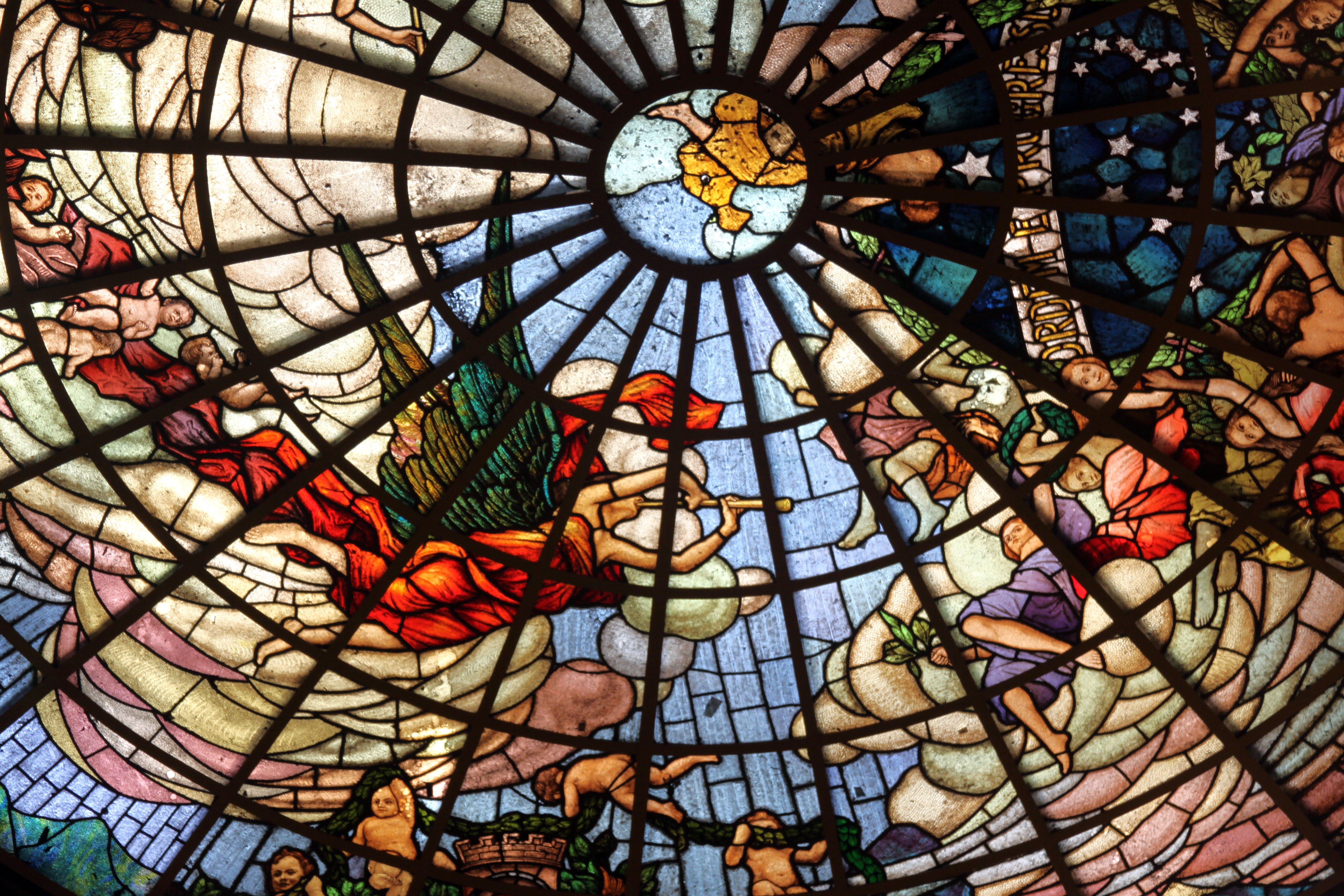
Palácio Pedro Ernesto - Vitral do Plenário II

#### Cúpula do plenário
A cúpula do plenário Barbosa Lima Sobrinho possui painéis produzidos na década de 20 pelos irmãos Rodolfo e Carlos Chambelland. As telas descrevem a formação territorial do país e a história política brasileira, por meio da representação da chegada da Esquadra Portuguesa, em 1500, comandada por Pedro Álvares Cabral, e da Proclamação da República. Os irmãos Chambelland se destacam entre os pintores brasileiros do início do século.

#### As Comungantes
A tela As Comungantes traz em seu bojo uma perspectiva sobre a inocência que se expressa em valores e práticas religiosos tradicionais e regionais e mais capazes de traduzir a verdadeira natureza do país na visão do pintor.  A pintura se insere na estética que se convencionou chamar de Naturalista, ou denominar como pintura narrativa.

#### Obras Secundárias
- Perfil de Homem (Óleo sobre madeira) - 1920[6]
- Prece (Óleo sobre Tela) - 1926[6]
- Nu (Óleo sobre Tela) - 1927[6]
- Cortez (Grafite e guache sobre papel) - 1929[6]
- Paisagem com Figuras (Óleo sobre madeira) - 1930[6]
- Flores sobre a Mesa (Óleo sobre Tela) - 1944[6]
- Jardim Botânico (Óleo sobre Tela) - 1949[6]

## Exposições
A Revista do Brasil cobriu a primeira exposição que Carlos Chambelland fez sozinho, em 1917 na cidade de São Paulo. A revista foi um periódico paulista de circulação mensal, cujo primeiro edição em janeiro de 1916. Ela tinha uma linha editorial era caracterizada por um nacionalismo verdadeiramente militante,  as artes visuais sempre tiveram um papel de destaque: resenhas de exposições e textos sobre artistas (já falecidos ou ainda em atividade) eram publicados com freqüencia e traziam as assinaturas de alguns do mais importantes intelectuais e literatos da época, como Nestor Pestana, João Luso, Rodrigo Octavio Filho ou Monteiro Lobato - que, mais tarde, se tornaria dono do periódico.
“Os quadros do senhor Chambelland interessam logo pela sinceridade que domina toda sua obra e a tornam extremamente simpático…”
“...A pintura de Chambelland desenvolve-se tão calmamente no desdobramento da sua extensa gama cromática, que seria puramente acadêmica se a não marcasse a nota pessoal do seu temperamento e a não envolvesse uma doce e melancólica poesia, cuja emoção não pode fugir o observador dotado de algum senso estético…”
“O êxito artístico da exposição Chambelland foi grande e merecido. Ela é a obra distinta e encantadora de um pintor de irrepreensível probidade artística...”
O pintor participou de algumas exposições coletivas, as que se seguem são importantes:
- 1903-29 – Exposição Geral de Belas Artes (várias edições), organizada pela Escola Nacional de Belas Artes, Rio de Janeiro (Menção honrosa de 1º grau na edição de 1903; Menção honrosa de 2º grau na de 1905; Medalha de prata na de 1906; Prêmio de viagem ao exterior na de 1907; Grande medalha de prata na de 1913; Pequena medalha de ouro na de 1922; e Grande medalha de ouro na de 1923).
- 1911 – Exposição Internacional, Turim, Itália.
- 1919 – Exposição Carioca de Gravura e Água-Forte, Rio de Janeiro.
- 1930 – The First Representative Collection of Paintings by Brazilian Artists, Nicholas Roerich Museum, Nova York, EUA.
- 1947 – 13º Salão Paulista de Belas Artes, na Galeria Prestes Maia, São Paulo, SP, Grande medalha de ouro e 1º Prêmio Governador do Estado.

### Exposições Coletivas
- 1903 - Rio de Janeiro RJ - 10ª Exposição Geral de Belas Artes, na Enba  - menção honrosa de 1º grau
- 1905 - Rio de Janeiro RJ - 12ª Exposição Geral de Belas Artes, na Enba - menção honrosa de 2º grau
- 1906 - Rio de Janeiro RJ - 13ª Exposição Geral de Belas Artes, na Enba - medalha de prata
- 1907 - Rio de Janeiro RJ - 14ª Exposição Geral de Belas Artes, na Enba - prêmio de viagem ao exterior
- 1911 - Turim (Itália) - Exposição Internacional de Turim
- 1912 - Rio de Janeiro RJ - 19ª Exposição Geral de Belas Artes, na Embai
- 1913 - Rio de Janeiro RJ - 20ª Exposição Geral de Belas Artes, na Enba - grande medalha de prata
- 1918 - Rio de Janeiro RJ - 25ª Exposição Geral de Belas Artes, na Enba
- 1919 - Rio de Janeiro RJ - Exposição Carioca de Gravura e Água-Forte
- 1919 - Rio de Janeiro RJ - 26ª Exposição Geral de Belas Artes, na Enba
- 1921 - Rio de Janeiro RJ - 28ª Exposição Geral de Belas Artes, na Enba
- 1922 - Rio de Janeiro RJ - 29ª Exposição Geral de Belas Artes, na Enba - pequena medalha de ouro
- 1923 - Rio de Janeiro RJ - 30ª Exposição Geral de Belas Artes, na Enba - grande medalha de ouro
- 1924 - Rio de Janeiro RJ - 31ª Exposição Geral de Belas Artes, na Enba
- 1927 - Rio de Janeiro RJ - 34ª Exposição Geral de Belas Artes, na Enba
- 1928 - São Paulo SP - Grupo Almeida Júnior, no Palácio das Arcadas
- 1929 - Rio de Janeiro RJ - 36ª Exposição Geral de Belas Artes, na Enba
- 1930 - Nova York (Estados Unidos) - The First Representative Collection of Paintings by Brazilian Artists, no Nicholas Roerich Museum
- 1944 - Rio de Janeiro RJ - 50º Salão Nacional de Belas Artes, no MNBA
- 1947 - São Paulo SP - 13º Salão Paulista de Belas Artes, na Galeria Prestes Maia - grande medalha de ouro e 1º Prêmio Governador do Estado
- 1950 - Rio de Janeiro RJ - Um Século da Pintura Brasileira: 1850-1950, no MNBA

### Exposições póstumas
- 1950 - Rio de Janeiro RJ - Retrospectiva, com aproximadamente trinta trabalhos, no MNBA
- 1952 - Rio de Janeiro RJ - Um Século de Pintura Brasileira, no MNBA
- 1994 - São Paulo SP - Bienal Brasil Século XX, na Fundação Bienal
- 1998 - Rio de Janeiro RJ - Marinhas em Grandes Coleções Paulistas, no Museu Naval e Oceanográfico
- 2000 - Porto Alegre RS - De Frans Post a Eliseu Visconti: acervo Museu Nacional de Belas Artes - RJ, no Margs
- 2001 - São Paulo SP - 30 Mestres da Pintura no Brasil, no Museu de Arte de São Paulo - Masp
- 2002 - Brasília DF - Barão do Rio Branco: sua obra e seu tempo, no Ministério das Relações Exteriores. Palácio do Itamaraty
- 2002 - São Paulo SP - Imagem e Identidade: um olhar sobre a história na coleção do Museu de Belas Artes, no Instituto Cultural Banco Santos

## Acervos
- Grande parte de seu acervo encontra-se no Museu Nacional de Belas Artes - MNBA - Rio de Janeiro RJ.[1]

## Críticas
- "(...) Carlos Chambelland deixou uma bagagem artística não muito numerosa mas de boa qualidade. Sua pintura, a princípio desenvolvida nos moldes de seus velhos mestres, modificou-se depois para tomar uma feição mais liberta, com tendências impressionistas. (...) Embora fizesse a paisagem, a natureza-morta e flores com bastante sentimento, sente-se que a figura humana é o seu ponto mais alto. Com muita emoção e sensibilidade pintava o retrato, procurando com toda intensidade de seu espírito o caráter e o fundo psicológico do retratado". Lígia Martins Costa[12]

- "A obra de Carlos Chambelland é numerosa e variada nos gêneros abordados, sempre demonstrando o pintor otimista e animado por um entusiasmo nacionalista, entusiasmo este que o leva a preferir, a partir de certa época, a paisagem, os tipos e as cenas populares com que se enriquece sua produção durante o tempo que residiu em Pernambuco. Diferente do ambiente cosmopolita que conhecia no Rio, igual aos dos grandes centros como vira em Paris, o Nordeste lhe desvendou um Brasil autêntico nas coisas populares (...)". Quirino Campofiorito[13]

## Curiosidades
- O Pintor detém uma rua do o seu nome no bairro Vila da Penha, no Rio Janeiro.

- Foi professor de Cândido Portinari em 1918 na Escola Nacional de Belas Artes, no Rio de Janeiro.